# Jeremiah O'Brien (schip, 1943)
SS Jeremiah O’Brien is een van de twee overgebleven Liberty-schepen. Tijdens de Tweede Wereldoorlog zijn ruim 2.700 van deze Liberty-schepen gebouwd door de Amerikanen voor het transport van militair materieel. In 1979 is de Jeremiah O’Brien opgeknapt en sindsdien als museumschip in gebruik. Het schip is vaarklaar en te bezoeken in de ligplaats San Francisco.

## Geschiedenis
De Tweede Wereldoorlog leidde tot een enorme vraag naar nieuwe schepen. Veel vrachtschepen gingen in de eerste oorlogsjaren verloren door torpedoaanvallen, vliegtuigbommen en zeemijnen. Door de oorlogsinspanning nam de vraag naar schepen juist toe om het oorlogsmateriaal op de juiste plaats van bestemming te krijgen.
De Britse regering had op basis van ontwerp van de Empire Liberty al een serie van 60 schepen in de Verenigde Staten besteld. Na de aanval op Pearl Harbor verklaarde de Verenigde Staten ook Japan en Duitsland de oorlog. De United States Maritime Commission (USMC) werd verantwoordelijk voor de bouw van vrachtschepen. Om snel schepen in de vaart te krijgen, besloot de USMC door te gaan met het ontwerp van de Empire Liberty. Het ontwerp werd op een aantal punten aangepast om de productie te versnellen.

## Bouw en prestaties

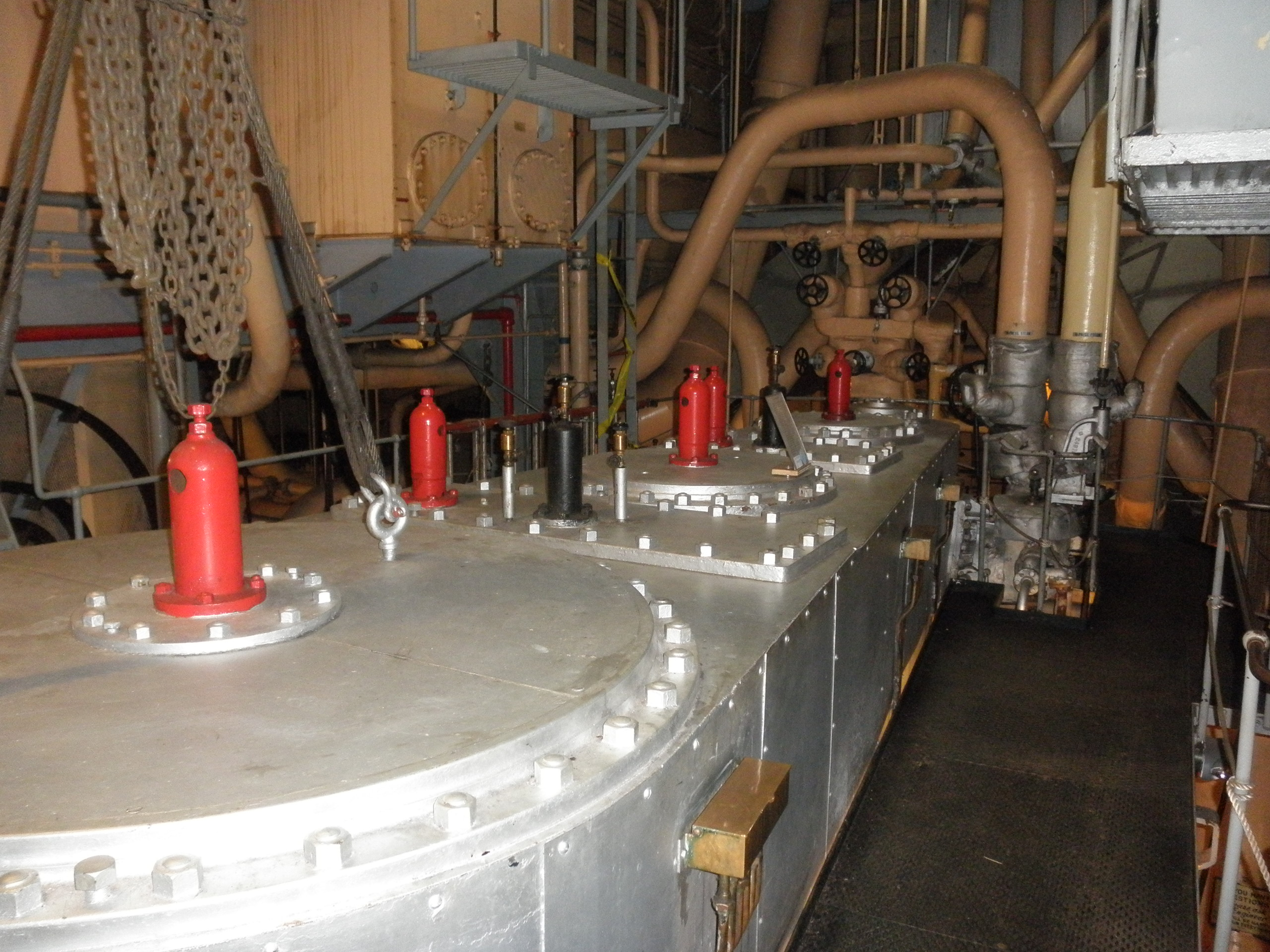
Machinekamer van de Jeremiah O'Brien

De Jeremiah O’Brien werd gebouwd op de werf van de New England Shipbuilding Corporation in South Portland in de staat Maine. De kiel werd gelegd op 6 mei 1943 en na 44 dagen werd het schip te water gelaten op 19 juni 1943. Na de afbouw werd het schip na 56 dagen op 30 juni 1943 in de vaart genomen. Het schip werd vernoemd naar kapitein Jeremiah O'Brien, die samen met zijn vijf broers, tegen de Britse troepen vocht in 1775.
De bemanning bestond uit 43 personen, aangevuld met een aantal militairen van de US Navy Armed Guard voor de bediening van de bewapening. Het schip werd genoemd naar de eerste Amerikaan die een Brits schip veroverde tijdens de Amerikaanse Onafhankelijkheidsoorlog (1775-1783)
Van juli 1943 tot oktober 1944 heeft het schip in vier konvooien meegevaren op de Atlantische Oceaan tussen de Verenigde Staten en Engeland. Op de vierde reis naar Europa, werd het schip omgeleid en ingezet om te pendelen tussen Engeland en de Franse kust bij Normandië waar in juni 1944 de geallieerde invasie van start was gegaan. In totaal is de Jeremiah O’Brien 11 keer het kanaal overgestoken en dat in een periode van acht weken.
Na oktober 1944 vertrok het schip terug naar de Verenigde Staten. Vanuit New York vertrok zij met lading naar Chili en Peru om vervolgens weer door het Panamakanaal naar New Orleans te varen. De zesde reis was naar het Verre Oosten, via de Filipijnen en Nieuw-Guinea, en terug naar San Francisco. De laatste reis duurde van juli 1945 tot januari 1946 en bracht het schip weer naar het Verre Oosten.
Na de oorlog werd het schip, net als vele andere schepen, opgelegd. De Jeremiah O’Brien kwam te liggen in Suisun Bay vlak bij San Francisco. De schepen werden als reserve achter de hand gehouden. Ze waren geconserveerd om in tijden van nood snel weer vaarklaar gemaakt te kunnen worden. Tijdens de oorlogen van Korea en Vietnam is dit daadwerkelijk ook gebeurd, maar niet voor de Jeremiah O’Brien.

## Restauratie

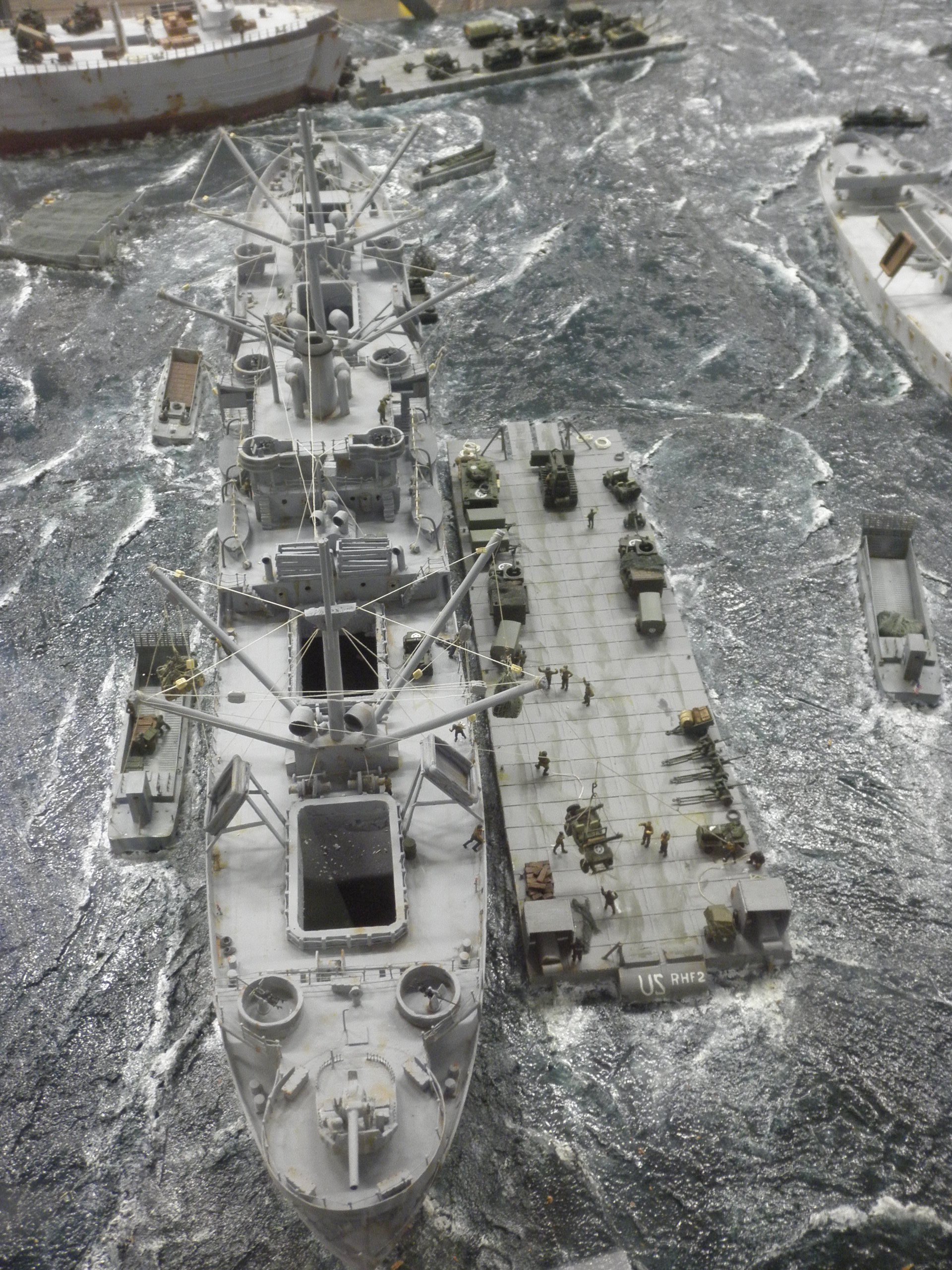
Maquette Liberty schip voor de kust van Normandië

In de jaren 60 begon men na te denken over het behoud van een Liberty schip. In 1978 werd de National Liberty Ship Memorial opgericht met het doel een schip te behouden. De keuze viel op de Jeremiah O’Brien omdat het schip in goede staat was en in originele staat verkeerde.
Na 33 jaar opgelegd te zijn geweest en een grondige opknapbeurt maakte het schip op 21 mei 1980 weer een eerste reis. In juni 1994 keerde de Jeremiah O’Brien terug naar de stranden van Normandië. Het was de 50e verjaardag van de geallieerde landing in Normandië.

## Museumschip
De Jeremiah O’Brien is nu een museumschip en open voor bezoek. Het ligt bij het San Francisco Maritime Park. Het schip ziet er goed onderhouden uit, en bijna alle ruimten, waaronder de machinekamer, de brug en ruimen, zijn open voor bezoek Er is een kleine museumwinkel en een mooie maquette van de situatie voor de kust van Normandië tijdens de landing.

## Trivia
- De Jeremiah O’Brien werd gebruikt bij opnames van de film Titanic.